# 북마케도니아 데나르
데나르(마케도니아어: денар, denar), 복수형 데나리(денари, denari)는 북마케도니아의 통화로, 1 데나르는 100 데니(дени, deni)에 해당된다. "데나르"라는 이름은 고대 로마의 화폐 단위인 데나리우스에서 유래된 이름이다. 1, 2, 5, 10, 50 데나르 동전과 10, 50, 100, 200, 500, 1000, 2000, 5000 데나르 지폐가 통용되며 10만원이 넘는 비싼 액면가 때문에 시중에서는 보통 2000 데나리권 까지만 사용한다.

## 같이 보기
- 북마케도니아의 경제
- 데나리우스